# Optična indikatrisa
Optična indikatrisa (tudi elipsoid lomnega količnika) prikazuje velikost lomnega količnika v mineralu v različnih smereh.  
Na splošno lahko indikatrisa kaže velikost poljubne lastnosti snovi v različnih smereh. Tukaj obravnavamo samo indikatriso, ki opisuje optične lastnosti mineralov.
V izotropnih mineralih je optična indikatrisa krogla, ker imajo izotropni minerali lomni količnik v vseh smereh enak. 
V anizotropnih mineralih lomni količnik ni enak v vseh smereh in je indikatrisa za takšne minerale elipsoid. V teh snoveh je tudi hitrost svetlobe odvisna od smeri. Zanje je značilna tudi dvolomnost. 

## Optična indikatrisa izotropnih snovi
Indikatrisa izotropnih snovi je krogla. Dolžina polmera predstavlja velikost lomnega količnika. Vsi preseki so krožnice, kar pomeni, da se v vseh smereh svetloba širi enako. Žarek ne razpade na dva žarka. Smer polarizacije ostane nespremenjena.

## Optična indikatrisa anizotropnih snovi
Optična indikatrisa anizotropnih snovi ni krogla ampak elipsoid. V najenostavnejšem primeru je to rotacijski elipsoid, ki ga dobimo, če elipso (ki ima polosi enake lomnima količnikoma) zavrtimo okoli njene večje ali okoli manjše polosi. Zavrtimo jo pa vedno tako, da je os vrtenja vzporedna s c-osjo kristala. Na ta način dobimo dve vrsti indikatris (vrtenje okoli daljše in okoli krajše polosi), katerih elipsoid ima po dve osi enaki. Takšni indikatriso imenujemo enoosna indikatrisa. Kadar ima indikatrisa vse tri osi različne, dobimo dvoosno indikatriso.  
Presek optične indikatrise z ravnino je vedno elipsa. Elipsoid optične indikatrise lahko presekamo na nekaj načinov:
- vzdolž optične osi oziroma vzporedno z optično osjo (osnovni presek)
- pravokotno na optično os (osnovni presek)
- v poljubni smeri

Presek je vedno elipsa. Polosi elipse pa so pri različnih presekih različne oziroma so odvisne od vrste preseka. 

Presek, ki ga naredimo pravokotno na optično os imenujemo osnovni presek. Ta presek ne paže dvolomnosti in ga imenujemo tudi izotropni presek. Lomni količnik, ki ga kaže presek, je enak  lomnemu količniku za redni žarek {\displaystyle n_{\omega }\!} . Po obliki pa je krožnica. 

Presek, ki je vzporeden z optično osjo, imenujemo glavni presek. Ta presek kaže maksimalno dvolomnost. Elipsa, ki nastane s tem presekom, ima polosi, ki so enake dvema lomnima količnikoma (za redni {\displaystyle n_{\omega }\!} in izredni žarek {\displaystyle n_{\epsilon }\!}). 

Vsi ostali preseki, ki jih naredimo s poljubno nagnjeno ravnino, so tudi elipse. Polosi the elips kažejo lomni količnik, ki je po velikosti med lomnim količnikom za redni žarek in lomnim količnikom za izredni žarek. 

### Enoosni minerali
Optična indikatrisa enoosnih kristalov nastane pri vrtenju okoli krajše ali daljše polosi elipse. Označimo lomni količnik v smeri optične osi (c-os, ki je os z najvejo simetrijo) z 
{\displaystyle n_{\epsilon }\!} in z  {\displaystyle n_{\omega }\!} označimo lomni količnik v ravokotni smeri na optično os. Primeri :trigonalni, tetragonalni in heksagonalni kristalni sistem. Za te kristalne sisteme je značilna os simetrije (c-os) 
Enoosni minerali so lahko:
- pozitivni enoosni minerali (enoosno pozitivni). Primer: kvarc
- negativni enoosni minerali (enoosno negativni). Primer: kalcit.

### Dvoosni minerali
Dvoosni minerali imajo optično indikatriso, ki je tudi elipsoid, vendar so vse tri osi različne. Snov, ki izkazuje lastnosti dvoosnega minerala ima tri lomne količnike. Označujemo jih z {\displaystyle n_{a}\!}, {\displaystyle n_{b}\!} in {\displaystyle n_{c}\!}.  Merimo jih vzdolž osi x (a-os), y (b-os) in z (c-os). 

Dvoosna indikatrisa ima dva krožna preseka. Vsak krožni presek določa po eno optično os. Lomne količnike v teh presekih označujemo z {\displaystyle n_{\beta }\!}. Kadar mineral kaže dvoosne lastnosti, ima ortorombsko, monoklinsko ali triklinsko kristalno strukturo. 